# Weltauto
Ein Weltauto ist ein Fahrzeug, das nach globalen Standards an verschiedenen Standorten produziert wird.
Diese Reorganisation der Automobilbranche vollzog sich in den 90er Jahren vor dem Hintergrund der Vorstellung einer „globalen Industrie“, die ein „Weltauto“ produzieren sollte. Die wirtschaftliche Begründung für das Paradigma des Weltautos lag in der Vorstellung erheblicher Skaleneffekte in Produktion und Produktentwicklung. Für die Automobilindustrie in Schwellen- und Entwicklungsländern bedeutete dies jedoch hingegen eine Schrumpfung ihrer Ingenieurkapazitäten, da Forschung und Entwicklung in den traditionellen Industrieländern zentralisiert werden sollte. Dadurch entsteht das Risiko, dass Ingenieurqualifikationen und Standortsicherheit verloren gehen.
An die Stelle eines radikal gleichen Weltautos sind vielfach gemeinsame globale Plattformen getreten. Diese Plattformen, bei denen Grundriss, Fahrwerk, Federung und Steuerung standardisiert sind, werden für die Produktion verschiedener Marken und Modelle verwendet. Ebenso wird angestrebt, für möglichst viele unterschiedliche Modelle geeignete Komponenten (Gleichteile) zu entwickeln, um eine größere Anzahl von Modellen auf möglichst vielen Märkten abzusetzen. Als weitere Problemfaktoren werden unterschiedliche  Erneuerungszyklen sowie die Anforderungen an den lokalen Produktionsanteil gesehen, die zusätzliche Kosten verursachen können.
Als stärkster Verfechter des Weltauto-Konzepts wird der Ford-Konzern angesehen.
Als typische frühe Vertreter eines Weltautos gelten Fahrzeuge wie der VW Käfer oder die Renault Dauphine, die in zahlreichen Ländern montiert und vertrieben wurden.
Weitere Beispiele sind der Dacia Logan bzw. Renault Symbol, der unter verschiedenen Namen vertrieben und in Rumänien, in Marokko und in vielen anderen Ländern produziert wird oder die Modelle Fiat Palio und Fiat Albea.

## Marke Das WeltAuto
Das WeltAuto ist zudem eine international geführte Handelsmarke der Volkswagen AG. Sie wird als „Qualitätssiegel für Jahres- und Gebrauchtwagen“ bezeichnet.